# Mittelneufnach
Mittelneufnach est une commune allemande de Bavière située dans l'arrondissement d'Augsbourg et le district de Souabe.

## Géographie

Situation de Mittelneufnach dans l'arrondissement d'Augsbourg

Mittelneufnach est située dans le sud du Parc naturel d'Augsbourg-Westliche Wälder, sur la Zusam, affluent de la Schmutter, à 43 km au sud-ouest d'Augsbourg. La commune, située à la limite avec l'arrondissement d'Unterallgäu, fait partie de la communauté d'administration de Stauden.
Communes limitrophes (en commençant par le nord et dans le sens des aiguilles d'une montre) : Walkertshofen, Mickhausen, Scherstetten, Markt Wald et Eppishausen.

## Histoire
Le village a été dès 1410 la possession de l'hôpital Heilig-Geist d'Augsbourg et ce, jusqu'au Recès d'Empire en 1803 et à son incorporation au royaume de Bavière. Mittelneufnach a été érigé en commune en 1818 et a alors été intégrée à l'arrondissement de Schwabmünchen.

## Démographie
| 1840 | 1871 | 1900 | 1925 | 1939 | 1950  | 1961 | 1970 | 1987 |
| ---- | ---- | ---- | ---- | ---- | ----- | ---- | ---- | ---- |
| 665  | 723  | 788  | 899  | 799  | 1 329 | 969  | 928  | 901  |

| 2000  | 2005  | 2009  | - | - | - | - | - | - |
| ----- | ----- | ----- | - | - | - | - | - | - |
| 1 070 | 1 064 | 1 055 | - | - | - | - | - | - |

## Jumelage
Nuillé-sur-Vicoin (France) depuis 1994, dans la Mayenne en région Pays de la Loire.